# 胶原酶
[[Category:位於{{{Chromosome}}}號人類染色體的基因]]
胶原酶（英语：Collagenase）是破坏胶原蛋白中肽键的酶。它们有助于破坏梭菌等细菌发病机制中的细胞外结构。它们被认为是一种毒力因子，促进了气性坏疽的传播。它们通常针对肌肉细胞和其他身体器官中的结缔组织。
胶原蛋白是动物细胞外基质的关键成分，一旦从细胞中分泌出来，就会通过胶原酶对原胶原蛋白的切割而制成。这阻止了细胞内部形成大型结构。
除了由某些细菌产生外，胶原酶还可以由身体制造，作为其正常免疫反应的一部分。这种产生是由细胞因子诱导的，细胞因子会刺激成纤维细胞和成骨细胞等细胞，并可能导致间接的组织损伤。

## 治疗用途
胶原酶已被批准用于医疗用途：
- 治疗掌腱膜挛缩症和佩罗尼氏病（Xiaflex）。
- 伤口愈合[2]（Santyl）
- 橘皮组织（Qwo）

## MEROPS家族M9
这组金属肽酶构成MEROPS肽酶家族M9，亚家族M9A和M9B（微生物胶原酶，MA(E)族）。该家族成员的肽酶结构域的蛋白质折叠类似于嗜热菌蛋白酶，MA家族的类型示例以及该家族成员和嗜热菌蛋白酶的预测活性位点残基出现在HEXXH基序中。
已经从弧菌属和梭菌属的细菌中鉴定出微生物胶原酶。在细菌攻击期间使用胶原酶以在入侵期间降解宿主的胶原蛋白屏障。医院有时会使用弧菌来去除烧伤和溃疡处的死组织。溶组织梭菌是引起气性坏疽的病原体；尽管如此，分离的胶原酶已被用于治疗褥疮。胶原裂解发生在弧菌中的Xaa+Got和梭菌胶原酶中的Yaa+Gly键处。
对产气荚膜梭菌基因产物的一级结构分析表明，该酶由一段86个残基组成，其中包含推定的信号序列。在这一段中发现了PLGP，这是一种典型的胶原酶底物的氨基酸序列。因此，该序列可能与胶原酶的自我加工有关。
金属蛋白酶是七种主要蛋白酶类型中最多样化的一种，迄今已确定超过50个家族。在这些酶中，一种二价阳离子，通常是锌，可以激活水分子。金属离子由氨基酸配体固定，通常为三个。已知的金属配体是组氨酸、谷氨酸、天门冬氨酸或赖氨酸，催化需要至少一个其他残基，这可能发挥亲电作用。在已知的金属蛋白酶中，大约一半含有HEXXH基序，晶体学研究表明该基序形成金属结合位点的一部分。HEXXH基序相对常见，但对于金属蛋白酶可以更严格地定义为“abXHEbbHbc”，其中“a”通常是缬氨酸或苏氨酸，是嗜热菌蛋白酶和脑啡肽酶S1亚位点的一部分，“b”是不带电荷的残基，和“c”是疏水残基。在该位点从未发现脯氨酸，可能是因为它会破坏金属蛋白酶中该基序所采用的螺旋结构。

## 其他用途
胶原酶可用于以类似于广泛使用的嫩化剂木瓜蛋白酶、菠萝蛋白酶和无花果蛋白酶的方式嫩化肉。